# Santa Colomba de las Monjas
Santa Colomba de las Monjas es un municipio y localidad española de la provincia de Zamora, en la comunidad autónoma de Castilla y León.
El municipio cuenta con una superficie de 6,78 km² y, según datos del padrón municipal 2017 del INE, cuenta con una población de 270 habitantes.

## Naturaleza
En el municipio hay varios fresnos bicentenarios, de hasta 2,5 metros de diámetro y cuya vida se estima en más de 200 años.

## Historia
Durante la Edad Media Santa Colomba quedó integrado en el Reino de León, constituyéndose en el siglo XII en la localidad un monasterio de religiosas, que habitaron en el lugar entre los siglos XII al XVI, dándole apellido al pueblo.
Durante la Edad Moderna, Santa Colomba de las Monjas fue una de las poblaciones que formó parte de la provincia de las Tierras del Conde de Benavente, encuadrándose dentro de esta en la Merindad de La Polvorosa y la receptoría de Benavente.
No obstante, al reestructurarse las provincias y crearse las actuales en 1833, Santa Colomba de las Monjas pasó a formar parte de la provincia de Zamora, dentro de la Región Leonesa, quedando integrado en 1834 en el partido judicial de Benavente.

## Geografía humana

### Demografía
Cuenta con una población de 232 habitantes (INE 2024).

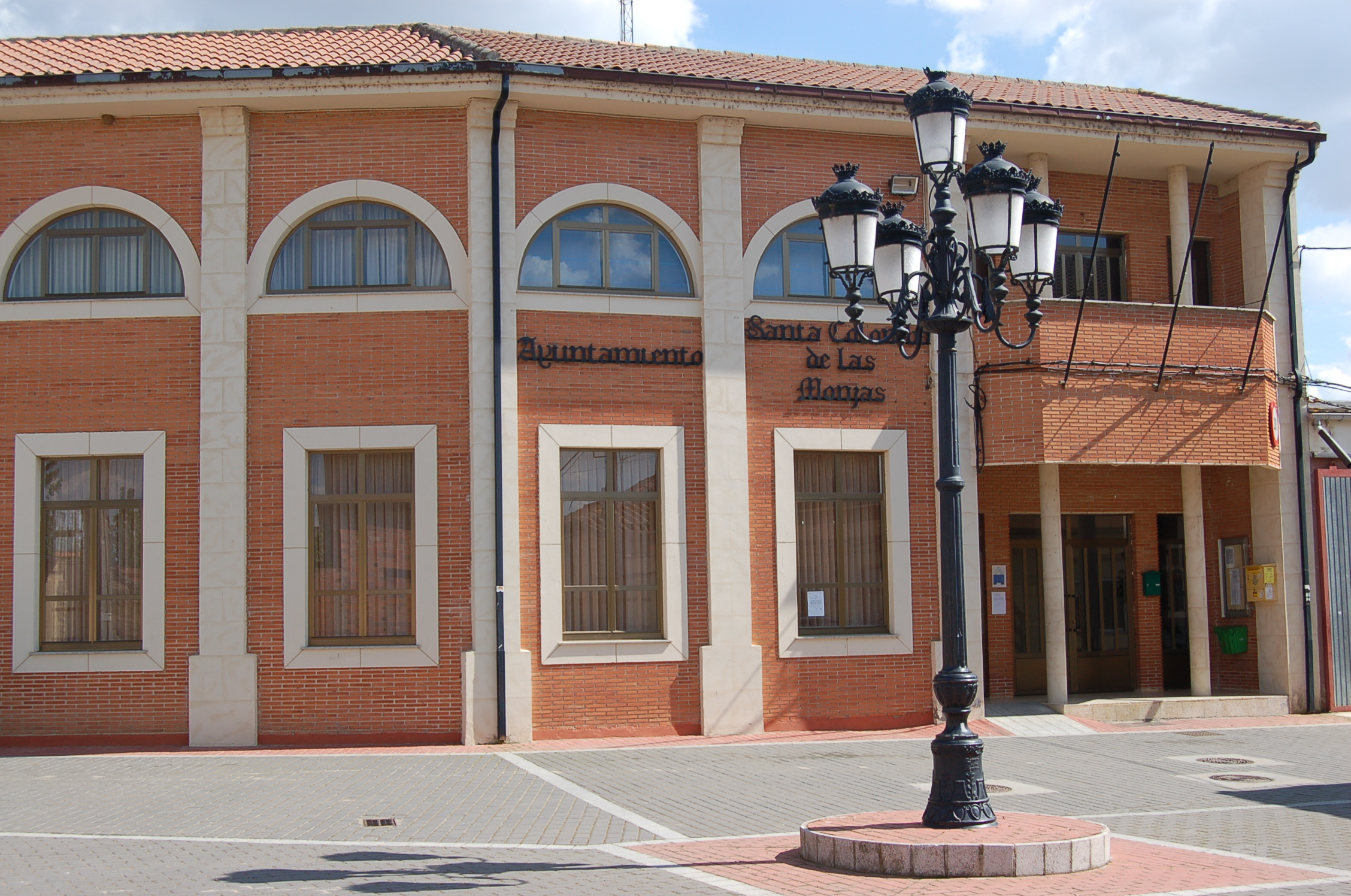
Casa consistorial.

| Gráfica de evolución demográfica de Santa Colomba de las Monjas entre 1842 y 2021                                     |
| |
| Población de derecho según los censos de población del INE. Población de hecho según los censos de población del INE. |

| 358                        | 359 | 317 | 317 | 303 | 291 | 270 |
| (Fuente: [cita requerida]) |     |     |     |     |     |     |

## Patrimonio

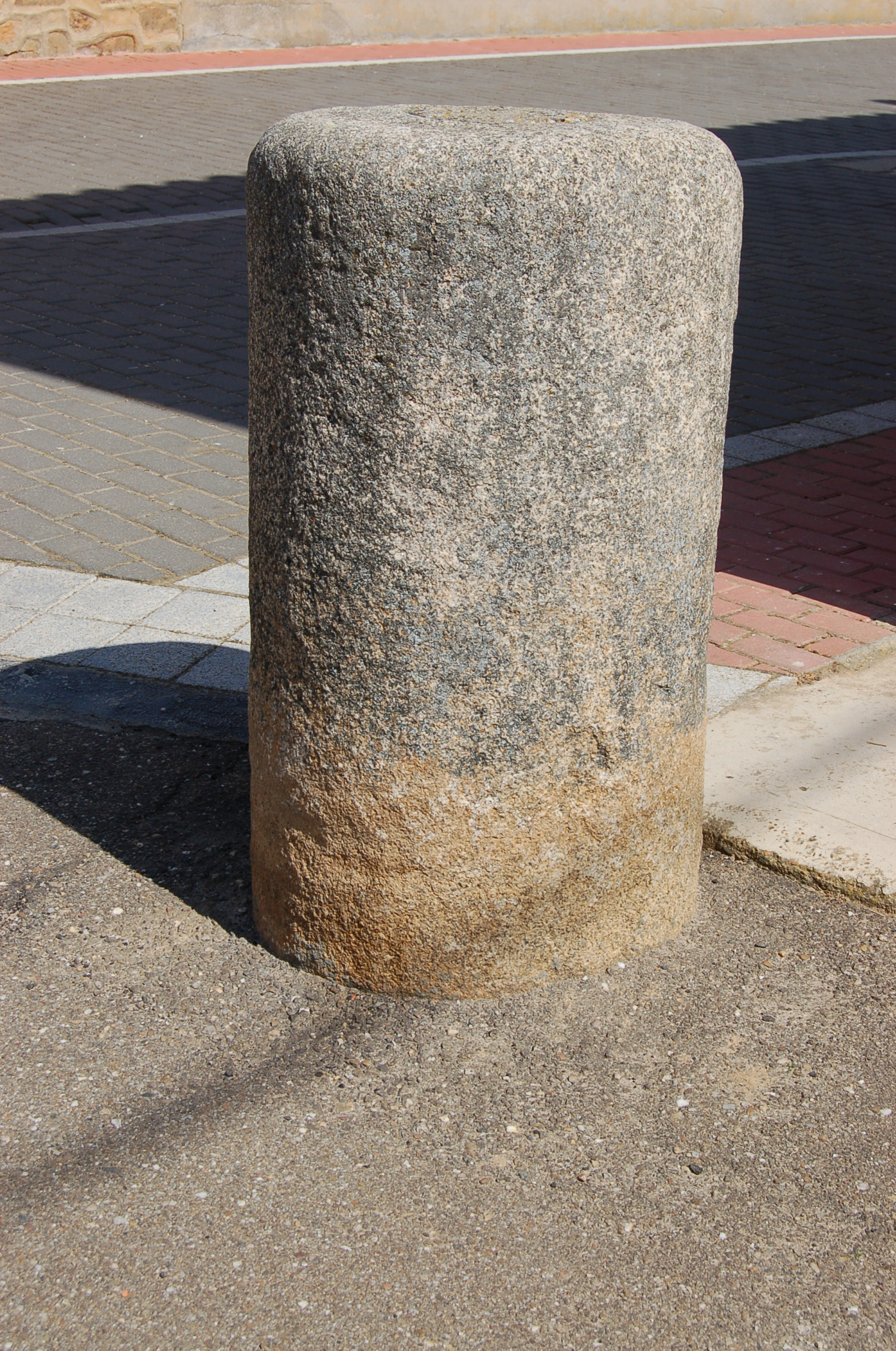
Rollo.

Destaca su iglesia parroquial, que posee una hermosa torre que combina mampostería y sillería. Además, en el altar mayor hay un artesonado cisterciense. Asimismo, cabe señalar la Piera del Rollo, una enorme roca cilíndrica que algunas versiones argumentan que pudo ser utilizada como horca.

## Servicios
- Frontón público: Pabellón habilitado con porterías para jugar al fútbol sala y preparado para jugar al Frontenis y Bádminton.
- Parque del Pozo Abisinio: Lugar habilitado para se utilizado con mesas y bancos para merendar. Recibe ese nombre porque hay un antiguo pozo del que se sacaba agua moviendo una palanca.

## Fiestas
Esta localidad celebra la festividad de San Antonio de Padua, el 14 de junio, y Santa Colomba, su patrona, el 17 de septiembre.